# Ніно Буле
Ніно Буле (хорв. Nino Bule, нар. 19 березня 1976, Чапліна) — хорватський футболіст, що грав на позиції нападника. Зараз — тренер нижчолігового «Новіграда».
Виступав, зокрема, за клуб «Загреб», а також національну збірну Хорватії.
Чемпіон Хорватії. Володар Кубка Хорватії.

## Клубна кар'єра
Буле народився в невеличкому містечку під назвою Чапліна, поряд із Загребом. Розпочав футбольний шлях у молодіжній команді клубу «Загреб», а в 1995 році був переведений до дорослої команди, в якій того сезону зіграв у трьох матчах національного чемпіонату. З часом став частіше з'являтися на футбольному полі, так у сезоні 1996/97 років зіграв 16 матчів, а в сезоні 1997/98 років часто виходив у стартовій 11-ці й зіграв 29 матчів. Сезон 1998/99 років Ніно провів доволі посередньо. Щоправда він відзначився 13 голами, але його команді ледь вдалося зберегти своє місце на наступний сезон і фінішувати на 10-му місці. Наступного сезону «Загреб» трішки покращив свої результати й фінішував на 8-му місці, А Буле відзначився 9 голами. Влітку 2000 року абсолютно несподівано для всіх вирушив до Японії, де став гравцем місцевого клубу «Гамба Осака». В Японії він і провів наступний сезон, забив 17 м'ячів та став одним з найкращих бомбардирів чемпіонату, завдяки чому «Гамба» фінішувала на високому 6-му місці, незважаючи на те, що під час чемпіонату посідала 15-те місце. Взимку 2001 року Ніно вирішив повернутися на батьківщину й приєднатися до клубу «Хайдук» (Спліт). У «Хайдуку» не відзначився високою результативністю, але разом з командою виграв чемпіонат Хорватії 2004 року та кубок Хорватії 2003 року. Наступні два сезони стали австрійським етапом у кар'єрі Буле. Осінню частину сезону 2004/05 років провів у клубі «Пашинг», а через півроку перейшов до «Аустрії» (Зальцбург). Проте, вже в сезоні 2005/06 років він виступав у клубі «Адміра-Ваккер». 7 голів Ніно не допомогли «Адмірі», команда з Медлінга посіла останнє місце в чемпіонаті й вилетіла до другої австрійської Бундесліги. З 2006 року був гравцем «Рієки».
Згодом з 2008 по 2009 рік грав у складі команд клубів «Інтер» (Запрешич) та «Пансерраїкос».
Завершив професійну ігрову кар'єру у клубі «Локомотива», за команду якого виступав протягом 2009—2011 років.

## Виступи за збірну
13 червня 1999 року дебютуваву складі національної збірної Хорватії у нічийному (2:2) матчі проти Єгипту, в якому на 72-ій хвилині замінив Ясміна Агича. Протягом кар'єри у національній команді, яка тривала 6 років, провів у формі головної команди країни лише 3 матчі. Востаннє у футболці хорватської збірної виходив на поле 18 лютого 2004 року в програному (1:2) для Ховатії матчі проти Німеччини.

## Кар'єра тренера
До січня 2017 року працював помічником головного тренера «Динамо» Желько Сопича, а потім очолив ФК «Новіград».

## Клубна статистика
| Клубні виступи | Клубні виступи    | Клубні виступи | Ліга  | Ліга |
| Сезон          | Клуб              | Ліга           | Матчі | Голи |
| Хорватія       | Хорватія          | Хорватія       | Ліга  | Ліга |
| -------------- | ----------------- | -------------- | ----- | ---- |
| 1995/96        | Загреб            | Перша ліга     | 3     | 0    |
| 1996/97        | Загреб            | Перша ліга     | 16    | 3    |
| 1997/98        | Загреб            | Перша ліга     | 29    | 5    |
| 1998/99        | Загреб            | Перша ліга     | 29    | 13   |
| 1999/00        | Загреб            | Перша ліга     | 33    | 9    |
| Японія         | Японія            | Японія         | Ліга  | Ліга |
| 2000           | Гамба Осака       | Джей-ліга      | 13    | 6    |
| 2001           | Гамба Осака       | Джей-ліга      | 27    | 17   |
| Хорватія       | Хорватія          | Хорватія       | Ліга  | Ліга |
| 2002/03        | Хайдук (Спліт)    | Перша ліга     | 29    | 6    |
| 2003/04        | Хайдук (Спліт)    | Перша ліга     | 27    | 9    |
| Австрія        | Австрія           | Австрія        | Ліга  | Ліга |
| 2004/05        | Пашинг            | Бундесліга     | 16    | 0    |
| 2004/05        | Аустрія Зальцбург | Бундесліга     | 8     | 3    |
| 2005/06        | Адміра Ваккер     | Бундесліга     | 27    | 7    |
| Хорватія       | Хорватія          | Хорватія       | Ліга  | Ліга |
| 2006/07        | Рієка             | Перша ліга     | 21    | 4    |
| 2007/08        | Рієка             | Перша ліга     | 28    | 3    |
| 2008/09        | Інтер (Запрешич)  | Перша ліга     | 14    | 7    |
| Греція         | Греція            | Греція         | Ліга  | Ліга |
| 2008/09        | Пансерраїкос      | Суперліга      | 11    | 1    |
| Хорватія       | Хорватія          | Хорватія       | Ліга  | Ліга |
| 2009/10        | Локомотива        | Перша ліга     |       |      |
| Країнп         | Хорватія          | Хорватія       | 238   | 61   |
| Країнп         | Японія            | Японія         | 40    | 23   |
| Країнп         | Австрія           | Австрія        | 51    | 10   |
| Країнп         | Греція            | Греція         | 11    | 1    |
| Загалом        | Загалом           | Загалом        | 340   | 95   |

## Статистика у збірній
| національна збірна Хорватії | національна збірна Хорватії | національна збірна Хорватії |
| Рік                         | Матчі                       | Голи                        |
| --------------------------- | --------------------------- | --------------------------- |
| 1999                        | 1                           | 0                           |
| 2000                        | 0                           | 0                           |
| 2001                        | 0                           | 0                           |
| 2002                        | 1                           | 0                           |
| 2003                        | 0                           | 0                           |
| 2004                        | 1                           | 0                           |
| Загалом                     | 3                           | 0                           |

## Титули і досягнення
- Чемпіонат Хорватії («Хайдук» (Спліт)):
  -  Чемпіон (1): 2003/04

- Кубок Хорватії («Хайдук» (Спліт)):
  -  Володар (1): 2002/03